# モルガンお雪

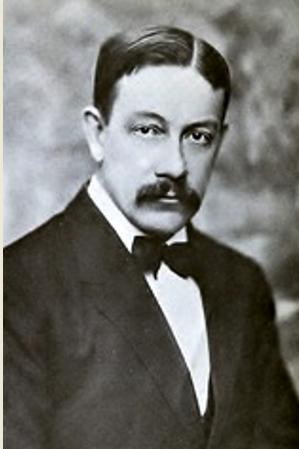
ジョージ・デニソン・モルガン

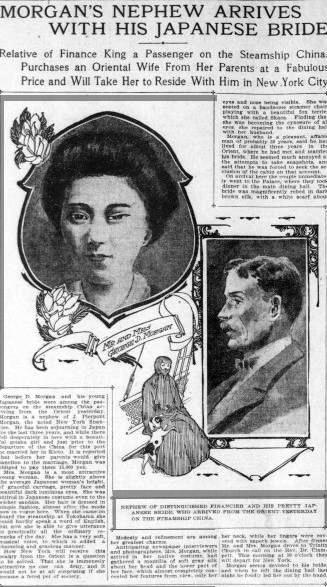
モルガンと日本人妻・雪の米国到着を伝える新聞記事。1904年

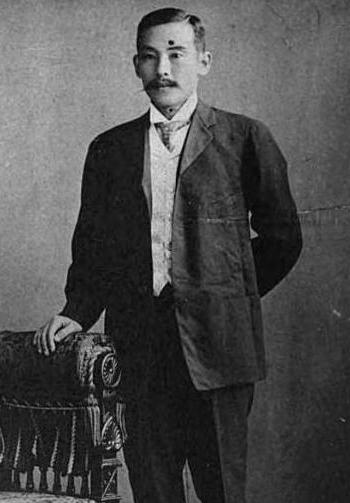
恋人だった川上俊介。鹿児島出身、京大法学部卒。浪速銀行を経て企業の重役を歴任し50歳で没。

モルガンお雪（モルガンおゆき、明治14年（1881年）11月 - 昭和38年（1963年）5月18日）は日本の芸妓。アメリカの大富豪、J.P.モルガンの甥と結婚したことで知られる。本名は加藤ユキ、芸妓名は「雪香」、洗礼名はテレジア。

## 生涯
京都寺町の刀剣商・平助の娘と言われる。姉は祇園でお茶屋兼置屋『加藤楼』を経営しており、その縁で14歳で芸妓となる。店は京都の縄手新橋上ルにある外人専用の ｢小野亭｣で、当時外人用は格下だった。歌舞に優れており、特に胡弓を得意とした。
1901年（明治34年）、当時30歳のアメリカ人の富豪ジョージ・デニソン・モルガン（George Denison Morgan. J・P・モルガンの甥）と出会い、求婚された。モルガンは恋人と別れたばかりの失意の旅行中に日本に立ち寄り、お雪が結婚に承諾するまでの4年間に3度来日した。当時20歳のお雪には当時京都帝大に10歳年上の川上俊介（のち浪速銀行東京支店長）という恋人がいたが、この騒動が新聞に掲載されたために破局。
1904年（明治37年）1月20日、当時4万円（2018年現在の8億円相当）という莫大な身請け金によりモルガンに引き取られ、横浜で結婚。結婚は小林米珂（日本に帰化したイギリス人法律家）を媒酌人に横浜領事館で行なわれ、「日本のシンデレラ」と呼ばれた。ジョージとアメリカに渡るが、排日法によりアメリカへの帰化は許可されなかった。
1905年（明治38年）、モルガンとともに一時帰国するが、「金に目がくらんだ女」などとマスコミに囃し立てられ、世間の好奇の目は変わらなかった。南禅寺橋にモルガンの別荘があり、日米の旗を掲げて滞在した。2年ほど日本で暮らした後、渡欧してフランスのパリに移り、現地の社交界で大変な評判を呼ぶ。
1915年（大正4年）、34歳のとき、夫ジョージが44歳で心臓麻痺で死去。その後、遺産相続をめぐる夫の一族との裁判に勝ち、60万ドル（当時）という莫大な資産を得るが、米国籍を剥奪され、無国籍者となる。欧州に渡り、フランスで悠々自適の生活を送る。
1916年（大正5年）、新しい恋人の陸軍士官で言語学者のサンデュルフ・タンダール（Sandulphe Tandart）とマルセイユに移り、同棲する。結婚はせず、ジョージから受け継いだ莫大な遺産を、タンダールの学問援助に費やす。タンダールと再婚しなかったのは、再婚すると遺産をモルガン家に没収される可能性があったためではないかと言われている。1931年（昭和6年）、タンダールが心臓麻痺で死去。ニースの別荘で暮らす。
1938年（昭和13年）、第二次世界大戦勃発を前に欧州が不穏化。京都の家族の世話をするためニースを離れて帰国を決断。同年4月24日に長崎港に到着した際には記者会見も行われた。この時点では日本語が書けなくなっており、三味線の調子も小唄も忘れたと語っている。
戦局が逼迫するとモルガン家からの送金も途絶え、さらに国籍の無くなったままのお雪は特高警察に目を着けられて、軍政下で財産を差し押さえられる。
日本敗戦後、遺産相続権を回復。71歳でキリスト教の洗礼を受け、敬愛するリジューのテレジアにちなみ洗礼名をテレジアとする。以後は一カトリック信者として紫野（京都市北区）の大徳寺門前の小家に隠棲。ジョージの遺産のほとんどを衣笠の教会に寄附し、のちに養女とした加藤なみゑとひっそりと暮らした。1963年（昭和38年）、急性肺炎により死去。81歳。三回忌の1965年にパリ市から姉妹都市である京都市へ「ユキサン」と名付けられた新品種の白いバラが贈られた。

## 家族
- 父・平助、母・コト
- 兄・音二郎 - 京都三条富小路の床屋。お雪は音二郎のもとで育った。[10]
- 姉・継香 - 芸妓
- 妹・スミ
- 夫・ジョージ・デニソン・モルガン（1876-1915）- 母親サラの兄がJ.P.モルガン。ジューニアス・モルガンの孫。イエール大学で学び、叔父の銀行に席を置く。1901年に、当時京都で唯一の外人専門の茶屋だった「尾野亭」でお雪を見初める。心臓発作により急死。
- 義姉・キャロライン・ルーシー・モルガン - ジョージの姉。モルガン一族唯一の理解者だったと言われる。

## 人物・エピソード
- 1901年（明治34年）に芝居小屋「千本座」を建てた牧野省三は、伯父の勧める結婚を避けて祇園の茶屋酒の夜遊びを重ねていた。この放蕩の間に、祇園「加藤楼」の芸妓だったお雪と懇意になった。明治34年春、牧野はこのお雪からモルガンなる「鷲鼻の毛唐」から身請けの話がある、と相談を持ちかけられた。省三は「そりゃおもしろいな、しこたま金を吹っかけてやれ。そやな、四、五万円くらい吹いてみい」と冗談めかして云った。それから数日後、「四万円の貞操」というセンセーショナルな大見出しで、新聞にお雪身請けの記事が顔写真入りで派手に書き立てられ、省三はお雪と別れなければならなくなった。省三はこの切ない恋物語を台本に書いて『モルガンお雪』の題で千本座の舞台で上演、大ヒットさせている。マキノ家とは戦後帰国してのちも交流があった[12]。身請けの金額については諸説あるが、当事者が語っておらず、確かな資料はない。
- お雪がモルガンと結婚した1月20日は、「玉の輿の日」と呼ばれていたとされるが、確かな資料はない[13]。
- 東福寺の塔頭・同聚院に墓がある。また、鹿苑寺（金閣寺）の裏にあるカトリックの墓地にも分骨されている。カトリック衣笠教会の聖堂建立（昭和33年）は彼女の寄付によるものである。

## 画像

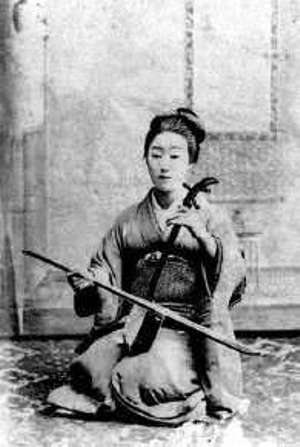
胡弓を弾くお雪
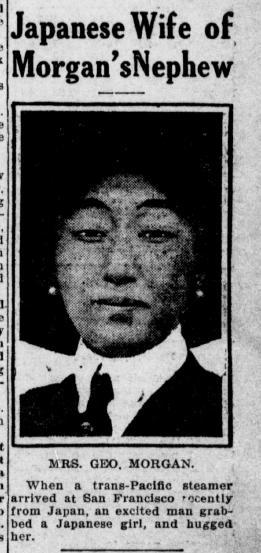
お雪の顔を報じる新聞記事。1912年
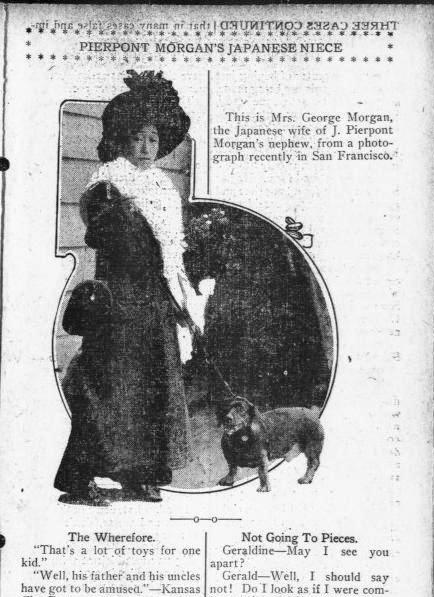
モルガンお雪の姿を報じる新聞記事。1912年
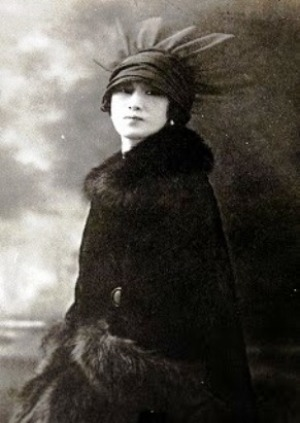
洋装のお雪
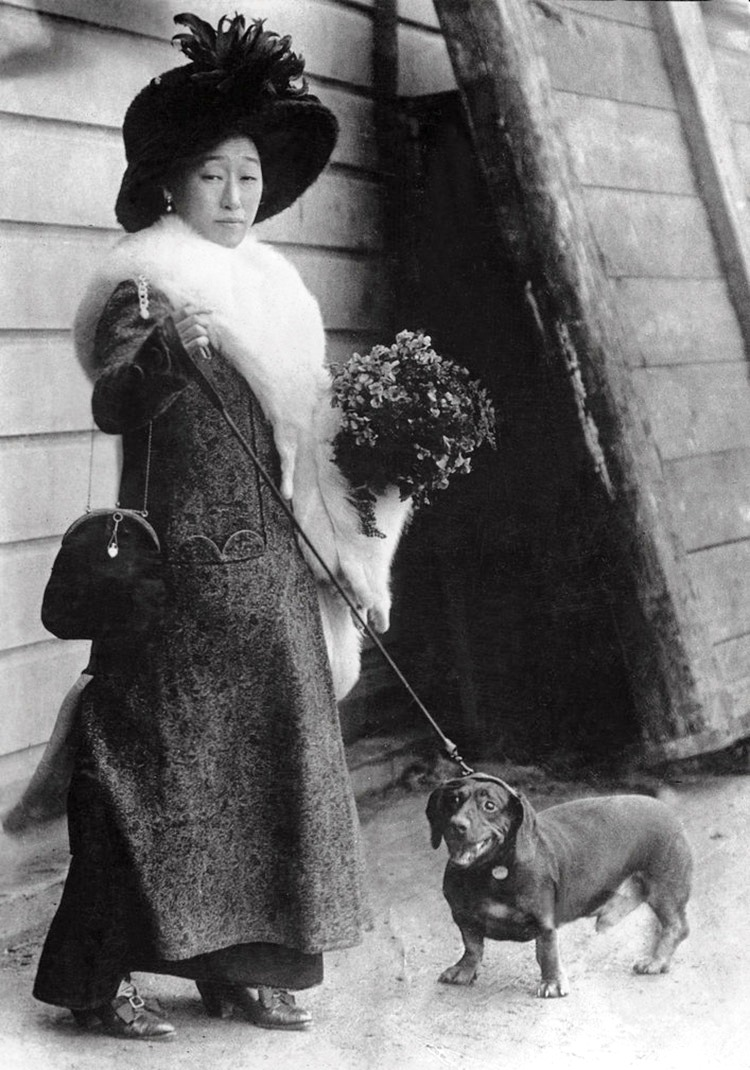
洋装のお雪
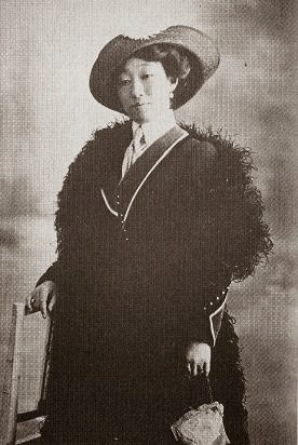
洋装のお雪
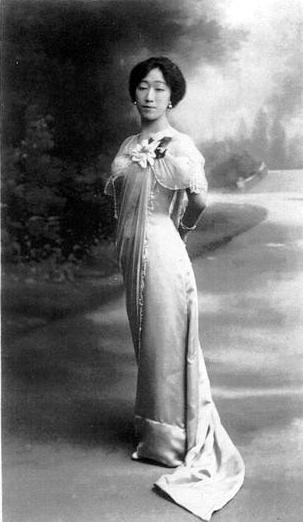
洋装のお雪
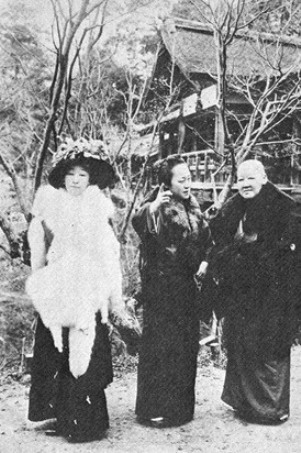
日本で。
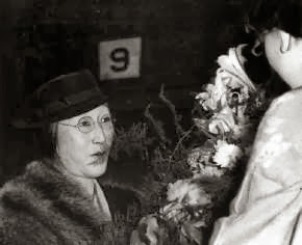
日本で。

## モルガンお雪が登場する作品

### 舞台
- 『モルガンお雪』 明治34年（1901年）、京都千本座
- 『モルガンお雪』 昭和26年（1951年）、東宝
帝劇ミュージカルで上演。主演は宝塚歌劇団在団中でタカラジェンヌだった越路吹雪
- 『モルガンお雪』 昭和52年（1977年）、12/2～12/26　東宝
帝国劇場にて上演。主演は小川眞由美、山口崇。脚本は早坂暁
- 『夜明けの序曲』 昭和57年（1982年）、宝塚歌劇団花組
お雪を演じたのは松本悠里。
- 『Morgan O-Yuki: Geisha of the Gilded Age』2013[14]

### 伝記
- 関露香『実話 モルガンお雪』大正5年（1916年）
- 上山光雲『祇園情史　モルガンお雪』玄誠堂書店、大正5年（1916年）
- 長田幹彦『祇園のお雪 モルガン夫人の生涯』昭和23年（1948年）
- 小坂井澄『モルガンお雪 愛に生き信に死す』
講談社、昭和50年（1975年）／集英社文庫、昭和59年（1984年）